# Max Caspar
Max Caspar (Friedrichshafen, 7 de maio de 1880 – Munique, 1 de setembro de 1956) foi um historiador da astronomia alemão, editor das obras de Johannes Kepler.

## Vida
Caspar frequentou a Escola de Latim em Rottenburg am Neckar e o Obergymnasium em Ehingen. De 1900 a 1904 estudou teologia e matemática em Tübingen e começou o treinamento teológico prático em Rottenburg após o exame estatal teológico. A partir de 1906 continuou a estudar matemática na Universidade Técnica de Stuttgart e depois em Göttingen com Felix Klein e David Hilbert, antes de fazer os exames de ensino em Stuttgart em 1907/1908 e obter um doutorado em 1908 orientado por Alexander von Brill em Tübingen, com a tese Über die Darstellbarkeit der homomorphen Formenscharen durch Poincarésche Z-Reihen. Foi depois professor de matemática em Ravensburg (a partir de 1909), Rottweil (a partir de 1916, como professor ginasial) e Cannstatt (1928 a 1934). Dedicou-se depois a editar as obras de Kepler até sua morte.
Irmão do pintor Karl Caspar.

## Trabalho
Recebeu a inspiração para seu trabalho com Kepler de Alexander von Brill, que também deu aulas sobre mecânica celeste. Caspar publicou as traduções alemãs de Kepler Mysterium Cosmographicum (Weltgeheimnis, 1923), Astronomia Nova (Neue Astronomie, 1929) e Harmonice Mundi (Weltharmonik, 1939). Isso chamou a atenção de Walther von Dyck, iniciador de uma nova edição das obras coletadas de Kepler por uma comissão da Academia de Ciências da Baviera em Munique, com base na primeira edição incompleta e agora obsoleta da obra de Kepler por Christian von Frisch de meados do século XIX. Quando van Dyck morreu em 1934, Caspar tornou-se o diretor científico da edição. Ele editou os seguintes de um total de 26 volumes (todos na Beck-Verlag em Munique):
- Vol. 1: Mysterium Cosmographicum, De Stella Nova, 1938
- Vol. 3: Astronomia Nova, 1937
- Vol. 4: Kleinere Schriften 1602/1611, Dioptrice, 1941 (zusammen mit Hammer)
- Vol. 6: Harmonice Mundi, 1940
- Vol. 7: Epitome Astronomiae Copernicanae, 1953
- Vol. 13: Briefe 1590–1599, 1945
- Vol. 14: Briefe 1599–1603, 1949
- Vol. 15: Briefe 1604–1607, 1951
- Vol. 16: Briefe 1607–1611, 1954
- Vol. 17: Briefe 1612–1620, 1955
- Vol. 18: Briefe 1620–1630, 1959.

Após a morte de Caspar, seu colega de longa data Franz Hammer assumiu a gestão da edição. Caspar foi o principal especialista em Kepler e escreveu a primeira biografia abrangente de Kepler, editou o primeiro volume da bibliografia de Kepler e traduziu as cartas latinas de Kepler.
Por iniciativa de Caspar, a casa em que nasceu Kepler em Weil der Stadt foi comprada, reformada e inaugurada como Museu Kepler em 1940 pela Keplerhaus (atual Sociedade Kepler), fundada para esse fim. Caspar foi o primeiro presidente da Soiedade Kepler.
Na década de 1940 ele também foi presidente da Kopernikus-Kommission, que estava trabalhando em uma edição completa (Nicolaus Copernicus Gesamtausgabe).
Caspar foi doutor honoris causa da Universidade de Tübingen. Em 1943 recebeu a Medalha Leibniz de Prata  da Academia de Ciências da Prússia e em 1941 foi eleito membro da Academia Leopoldina. Em 1940 foi cidadão honorário de Weil der Stadt.

## Obras
(Autor ou Editor, salvo indicação em contrário)
- Johannes Kepler: Gesammelte Werke, 22 Volumes (in 26). Beck, Munique, 1937–2017
- Über die Darstellbarkeit der homomorphen Formenscharen durch Poincarésche Z-Reihen. Inaugural-Dissertation Universität Tübingen, Noske, Borna/Leipzig, 1908
- Johannes Keplers wissenschaftliche und philosophische Stellung. In: Corona. 5 (1934/35), p. 293–325
- com Walther von Dyck: Johannes Kepler in seinen Briefen. 2 Volumes Oldenbourg, Munique/Berlim, 1930
- com Ludwig Rothenfelder, Martha List, Jürgen Hamel: Bibliographia Kepleriana. Beck, München, Volume 1 2.A. 1968, Volume 2 1998
- Johannes Kepler. GNT-Verlag, Stuttgart, 4.A. 1995 (englische Übersetzung Dover, New York, 1959)